# Litoria mystax
Litoria mystax (tên tiếng Anh: Moaif Treefrog) là một loài ếch thuộc họ Pelodryadidae.
Đây là loài đặc hữu của Tây Papua, Indonesia.
Môi trường sống tự nhiên của chúng là rừng ẩm vùng đất thấp nhiệt đới hoặc cận nhiệt đới.